# Таракты (казахский род)
Таракты (каз. Тарақты) — Род в составе казахов.Уран — Акжол, Каракожа, Жаукашар, Байгозы. Тамга — гребень (тарак)

## Происхождение
Версий происхождения Таракты много. Согласны самым распространенным, Таракты приходится Аргыну либо Старшим братом (при этом, Таракты младший сын от старшей жены, тогда как Аргын — старший сын от второй жены), либо жиеном (сыном дочери).
Шакарим Кудайбердиев в своей "Родословной тюрков, казахов, киргизов" пишет:
Таракты. Так называется род в Среднем жузе. Кто их предки, никто толком не знает. Есть слух, что Таракты — старший брат Аргына . Если это так, то, судя по их тамге — (тарак-гребень) , они отделились от аргынов и составили отдельную ветвь их.
Также существует разные мнение о статусе Таракты в родо-племенной иерархии. Муса Шорманов, Николай Коншин и Сарсен Аманжолов называли Таракты отдельным племенем, равным по статусу аргынам, найманам, кипчакам, кереям и уакам. По мнению Марата Муканова, таракты некогда составляли отдельный род и впоследствии присоединились к племени аргын.

## Подразделения
Шакарим Кудайбердиев пишет, что Таракты состоит из 12 подродов. 
- От старшей жены: Али, Сары, Кыдыр, Жашы.
- От средней жены: Алеуке, Когедей, Апай, Токтаул.
- От младшей: Богеш, Булдырык, Атей, Косаяк.

Согласно другим источникам, тарактинцы не делятся на подроды.

## Расселение
В начале XX века большая часть таракты проживали в Семипалатинской области и в Акмолинской областях, однако аулы тарактинцев были и в: Семиреченской области (Лепсинский уезд), в Самаркандской области (Джизакский уезд), в Сырдарьинской области (Чимкентский и Перовский уезды) и Томской губернии (Змеиногорский уезд).

Чокан Валиханов пишет:
Зимние кочевки волостей Каркаралинского внешнего округа:
...4. Тарактинская:
Зимовые места состоят в урочищах: Матайадыр, Джалаулы, Майкенды, Колпеке, Токту, Ойшанадыр, Джотан, Текебай, Наурузбай, Мендыбай, Каратас, Конуспай, Караадыр, Мурзагельды, Сарыадыр, Камабанын-Каратасы, Чокы-Керегетас, Каранайдын-Кызылы, вершины Сарыбулака, Карачокы, Берккара, Акчокы, Бетьсу, Чатсу, Чонкара, Байджанбулак, Толеке-Мынчункур, Байпак, Сартау, Тесиктас, Уч-Майузек, Куудын-Кызылагачы, Сарыджал, Байгаска, Есенгул, Кызылкудук, Карасор, Карачокы, Кос-Иргыз, Тентеккара, Сарыоба, Койчокы, Куюкадыр, Кичи-Берккара, Тюлку-Улыды, Коян-сойган, Нуранын-Карачаты, Джумабайнын-Каратасы, Джалаудын-Босогасы, Коин, Чинсай, Сарычокы, Джертомар, Ащису, Караток, Тайуткен, Альдек, Бесикджал, Учкудук, Матайдын-Акузеги, Арчалы, Матай, Алтай-Кумген, Чагырлы, Кчибай, Айгырджал и Чаграй, а летние-Даганды, Конуспай, по урочищам Коксенгир, Учкара, Акбесты, Кокчетау, Джарадыр и Меизек.
Иван Андреев:
...От крепости Ямышевской до крепости Железинской по Иртышу обитают:
1) таракты (аргыны); кочуют напротив форпоста Семиярского на озере, образованном родниковыми водами...
Волость тараклинская, в которой старшина Мурза-гилдей. Подвластных онаго кибиток 40. Сия волость 1777 года в крепости Ямышевской принята во всероссийское Ее Императорского Величества подданство, кое и учинении в марте месяце торжественной присягой и под оною, как старшина Мурзагилдей и при нем знатные киргизцы Якшибай Ядыков, Токтамыш Урызбаев, Идлыбай Тюлимбаев, Байбура Утебаев вместо подписи приложили свои тамги и с подвластными из 60 человеках, которые подписки у пограничных дел в крепости Ямышевской находятся. На угощение их употреблено денег 3 руб. 40 коп. Оным же старшинам и киргизцам прислано из крепости Омской подарков разными вещами на 29 руб. на 5 копеек. Кочевья свои имеют в степи пониже крепости Семипалатной в 280 верстах от оной в Зачудских сопках, от коего истекают ключи и озера. Лошадьми и скотом достаточны.
Григорий Волконский в своих записях "О киргиз-кайсаках, разделяемых обыкновенно на Большую, Среднюю и Меньшую орды" :
Тарактинского рода в двух отделениях до 4000 семей. Кочевья летние в вершинах реки Исел и по реке Сарысу. Зимой Ич-кунгур и по реке Чу.
В 30-х годах XIX в. род камбар вытеснил род таракты с гор Кокшетау. В начале XX в. 104 хозяйства тарактинцев из подродов жантока и токтаул вошли в состав Кувской волости.

## Волости
В 1831 г. в Каркаралинском внешнем округе была Тараклинская волость. В 1835 г. в Акмолинском внешнем округе была Тараклинская волость.

## ДНК
Генофонд рода Таракты состоит из R1a1a-M198 (13%), Q-M242 (27%), J1-M267 (8%) J2-M172 (7%), C2-M217 (32%) и G1-M285 (13%). В отличие от других родов аргын среди таракты, как и у тобыкты, не доминирует гаплогруппа G1-M285.

## Известные представители
- Байгозы Наймантайулы — казахский батыр.
- Альмукан Сембинов — советский военнослужащий, полный кавалер ордена Славы, разведчик.
- Ибрагим Сулейменов — народный герой
- Амре Кашаубаев — певец, музыкант, актёр театра.
- Ыбырай Жахаев — заслуженный казахский рисовод - дваждый герой социалистического труда рационализатор.
- Байдуйсен Оразов - заслуженный казахский рисовод - герой социалистического труда
- Медеу Сарсеке — казахский и советский писатель, драматург, публицист, общественный деятель.
- Акселеу Сейдимбек — этнограф, искусствовед, литератор, журналист, общественный деятель.
- Кайрат Кемалов — советский и казахстанский актёр кино и театра, заслуженный деятель Казахстана.
- Ермухаммет Ертысбаев — государственный, политический и общественный деятель Республики Казахстан, Доктор политических наук, профессор.
- Нурторе Жусип — казахстанский журналист, общественный деятель.
- Бауржан Абдишев — казахстанский государственный и политический деятель.
- Нуртас Адамбай — казахстанский комедийный актёр, шоумен, режиссёр, продюсер и сценарист
- Сәкен Сейфуллин (1894–1938) – выдающийся казахский писатель, поэт, драматург, общественный и государственный деятель. Он считается основоположником современной казахской советской литературы и был одним из первых идеологов советского Казахстана.

## Известные представительницы
- Рахия Рыспаевна Койчубаева — советская казахская актриса, певица, народная артистка Казахской ССР с 1947 года.
- Улбала Алтайбаева — советский рисовод, передовик сельскохозяйственного производства.
- Шырынкуль Казанбаева — звеньевая колхоза «Коммунизм».